# قلعه بلوگرادچیک

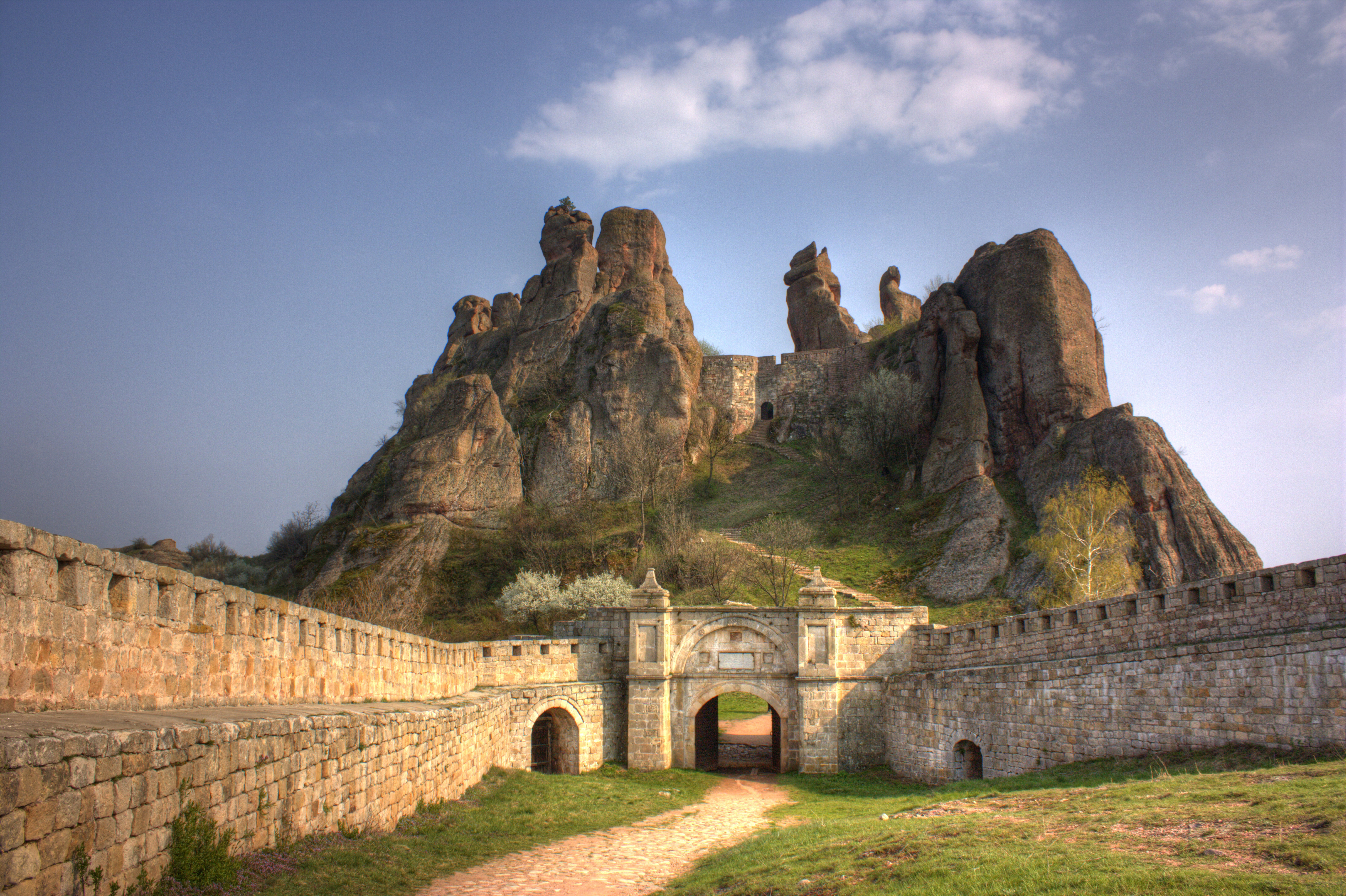
قلعه بلوگرادچیک در سال ۲۰۰۹

قلعه بلوگرادچیک (به انگلیسی Belogradchik Fortress) در قسمت شمال غربی بلغارستان و در دامنه‌های کوه‌های بالکان واقع شده‌است. این قلعه به نام کالِتو هم مشهور می‌باشد. جنس این قلعه از ماسه به شکل‌های مختلفی است که ارتفاع بعضی از این صخره‌ها به ۲۰۰ متر هم می‌رسد.

## تاریخچه
آخرین باری که از این قلعه برای مقاصد جنگی استفاده شد سال ۱۸۸۵ بین صربستان و بلغارستان بود. امروزه قلعه بلوگرادچیک یکی از حفاظت شده‌ترین دژهای بلغارستان می‌باشد که در کنار صخره‌های بلوگرادچیک یکی از جذاب‌ترین جاذبه‌های گردشگری تاریخی این کشور به شمار می‌رود.

## نگارخانه

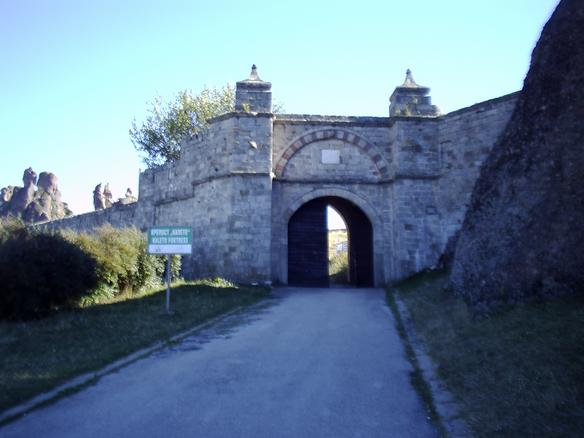
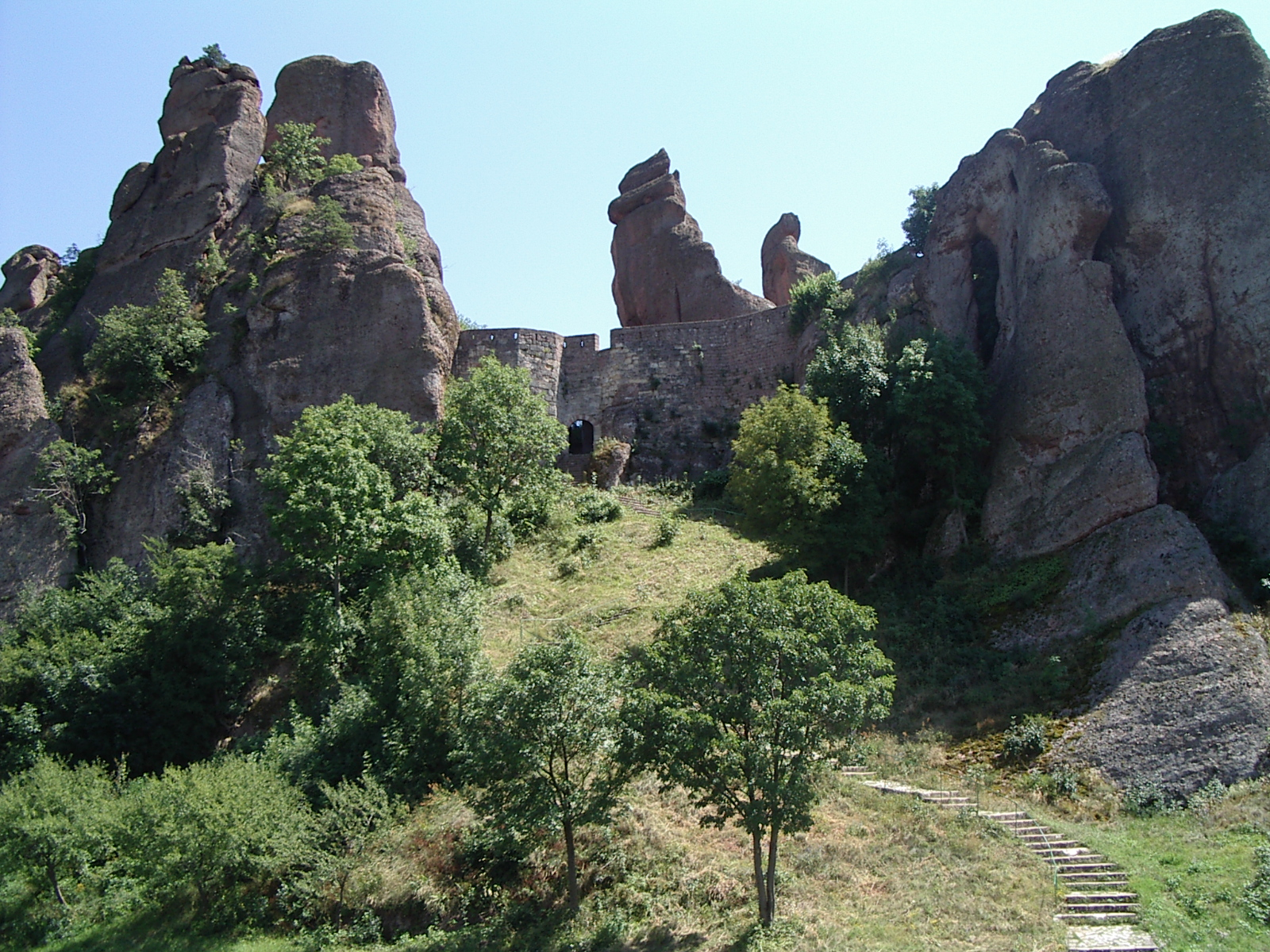
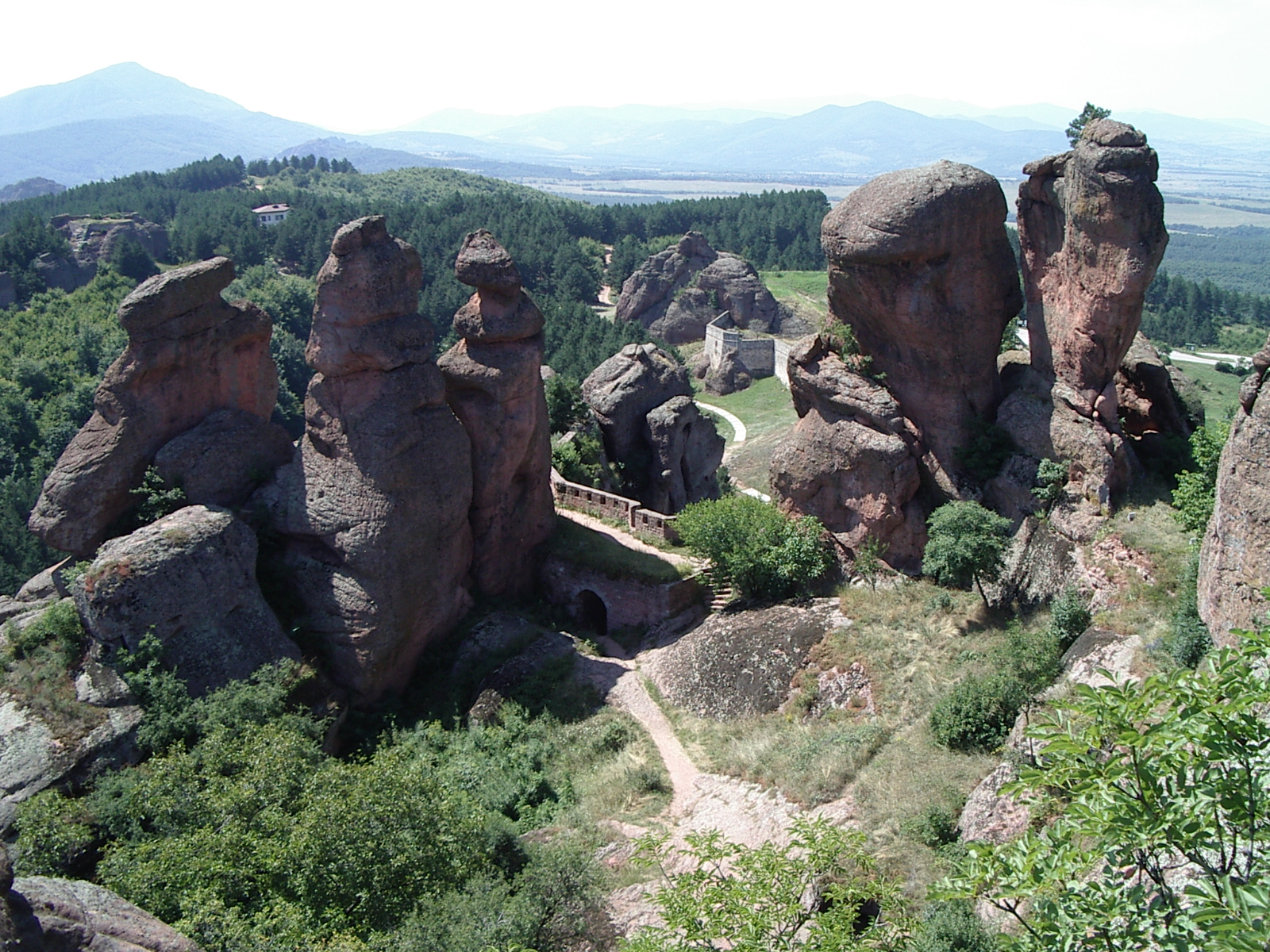
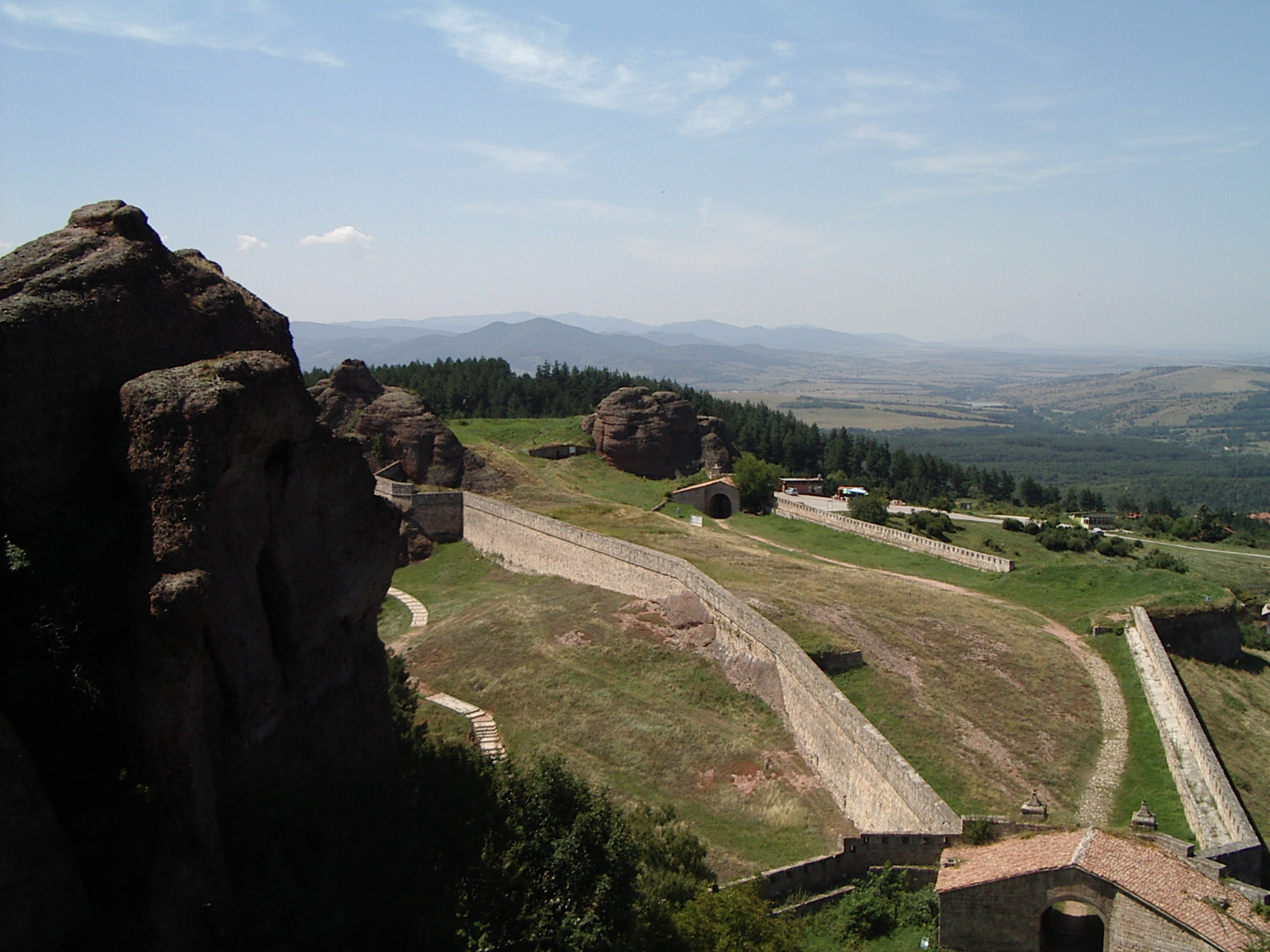
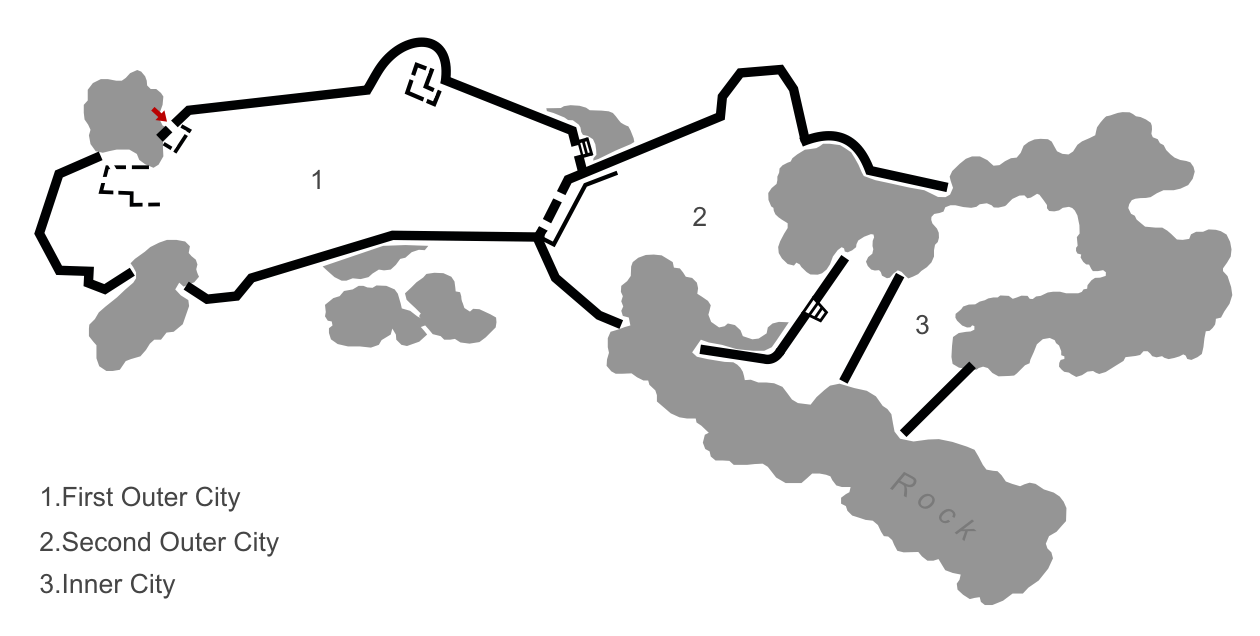